# Boy'sたいむ
『Boy'sたいむ』（ぼーいずたいむ）は、藤凪かおる（ふじなぎ かおる）による4コマ漫画作品。
芳文社の『まんがタイムジャンボ』2004年9月号から2010年8月号まで連載された。
“Reversible Life”という副題がついている。

## 概要
念願の大学に合格し、寮に入ることになった少女・葉山ひろむ。しかし、兄の手続きミスで男子寮に入らざるを得なくなってしまった。
性別を偽り、男子寮で生活を始めたひろむ。個性的な寮生たちと暮らすうち、だんだんと男らしくなっていく。
そんなひろむの苦労と、奔放な寮生たちとのドタバタ生活を楽しく描く。

## 主な登場人物
葉山ひろむ（はやま ひろむ）
浪人生活を脱出、念願のあづま大学に合格した女の子。19歳。連載中に2年に進学。
寮の手続きを兄にまかせていたため、男子寮に入ることになってしまった。
男子寮では男として生活している。生活態度を男っぽく見せるために「男の生きざま」「日本男児」「漢魂」といった本を読んでいる。
茶色のショートヘア。寮では眼鏡をかけている。
男子寮を脱出すべく、ファミレスでアルバイトをしている。この時は、栗色のロングヘアのウイッグをつけ、眼鏡は外している。
男の半裸は寮で見慣れているため、ファミレス店長の着替えを目撃してもまったく動じなかった。
人並みには泳げる。
心からお詫びする時は、つい土下座してしまう。
実家は酒屋。
高崎龍太郎（たかさき りゅうたろう）
男子寮の寮生。脳天気なお気楽少年。20歳。
髪は黒のショートヘアで、ボサボサ。服装もあまり気を遣っておらず、まったくモテない。
ファミレスでアルバイト中の、女の子姿のひろむ（男子寮にいるひろむと同一人物とは知らない）に一目ぼれ。しかし奥手のために積極的なアタックはできず、ファミレスで飲み物のおかわりを続けるなどの微妙な行動しかとれない。その上、一大決心で積極的に攻めようとしたときには、女性と縁の無い生活を送ってきたツケのために必ずと言っていいほど空回る。また、ひろむたちの（本人たちも意図しない状態での）邪魔が必ずと言っていいほど入る。
イチゴが好き。暗所恐怖症のため、停電や映画館などが苦手である。
カナヅチ。海ではもっぱら砂浜で遊ぶ。だが、雪国出身であるため、スキーやスノーボードなどの雪上系スポーツに強い。
置島司（おきしま つかさ）
男子寮の寮生。一見物静かでおとなしく、ポーカーフェイスだが、実は大変な女の子キラー。自然体に見えて微妙に見栄っ張りな20歳。
髪は金色、やや長めでサラサラのショートヘア。
部屋にはダブルベッドがある。本人は「狭いと寝られない」と言っているが、よく女の子を連れ込んでいるらしい。もちろん寮則違反で、発覚しては寮長の篤にゲンコツを食らっている。
女の子の気配に、非常に敏感。ひろむの入寮時にも「女の子の気配がする」と言って、ひろむをビビらせた。ところが、これがアダになり、後にひろむに対して胸が高鳴るようになってしまい「自分は実はホモなのではないか？」と、強烈な杞憂に悩みまくる日々を送るハメに陥る。原因は無意識の本能がひろむの正体を感じ取り、一方で自身がそれに気付けていないが故のことである。また、とある事情でマゾにも目覚めつつある。
メンズエステに通っている。また、女性も舌を巻くメイク技術の持ち主。
龍太郎の中学の同窓会の時、彼女連れで行く必要があり、女装して龍太郎の彼女役をやった。帰寮時に寮長の篤から「男魂注入!!」の一撃を食らった。
カナヅチ。海では泳がず、ナンパにいそしむ。虚弱体質で運動は全くできない。寮長の企画する体育会系イベントには、ひろむと龍太郎の手で無理矢理スケープゴートにされてしまう一面もある。
武藤篤（むとう あつし）
男子寮の寮長。身体を鍛えることが大好きなマッチョ命の青年。26歳。留年を繰り返しており、いまだ学生。
短い黒髪で、眉が太い。
一見いい加減なように見えて、寮の規則、特に風紀には厳しい。
真冬以外、寮内ではランニングシャツ一枚。
毎朝のトレーニングは欠かさない。トレーニング中に目が合った寮生は、無理矢理トレーニングにつき合わせる。
12月24日生まれ。クリスマスイブは、寮内で寮長の誕生日パーティーが開かれる。
誕生日などのプレゼントで、中に水を入れるタイプのダンベルを今までに30個以上もらっている。
顔に似合わず、甘いものが好き。
カナヅチ。海では浮き輪が必須。
年の離れた妹・桜子がいて、ひろむより二学年下。あづま大学に進学希望。
店長
ひろむがアルバイトしているファミレスの店長。
アルバイトスタッフに対しては、細かく昇給や減給をする。
スタッフルームで着替えをしていて、ひろむに見られた。
ひろむの兄
自宅（ひろむの実家）の酒屋を手伝っている。
無精ひげを生やしている。
ひろむが男子寮に入るはめになった原因をつくった張本人。
妹が何か問題を起こせば即退学、実家に戻そうとしている。

## 主な舞台
あづま大学男子寮（あづまだいがくだんしりょう）
都内にあるらしい、あづま大学の男子学生寮。
ひろむたちが暮らしている。
個室の鍵は、すべて共通。
食事の準備や洗濯、掃除などは寮生の当番制。ただ、新入りのひろむはよく当番を押しつけられている。
門限は午後11時。これを過ぎると正面玄関が施錠され、一切出入りができなくなる。
女人禁制。寮長の篤の意向により、風紀には厳しい。
扇風機はひろむの部屋にしかない。エアコンやクーラーはまったくない。
ひろむ・龍太郎・司・篤の4人しか登場していない。他の寮生もいるはずだが初期にモブキャラで出てきた他はほとんど登場しない。
ファミレス
ひろむが本来の女の子の姿でアルバイトしている。
制服はピンク色のチェック柄のエプロンにミニスカート、ピンク色のニーソックス。
女の子姿のひろむに片想い中の龍太郎のせいで、男子寮生がよく来店する。

## 書誌情報等

### 単行本
芳文社より「まんがタイムコミックス」として刊行されている。
本作品の単行本第1巻は、この作者のオリジナル作品として、初の単行本である。
1. 第1巻（2005年12月17日発行） ISBN 4-8322-6433-8
2. 第2巻（2007年7月21日発行） ISBN 978-4-8322-6553-0
3. 第3巻（2009年4月22日発行） ISBN 978-4-8322-6730-5
4. 第4巻（2010年8月22日発行） ISBN 978-4-8322-6874-6